# Swiss-South African Association
Die Swiss-South African Association war eine in der Schweiz ansässige Organisation, die im Mai 1956 in Zürich gegründet wurde, um die Beziehungen zu Südafrika zu fördern und als Handelskammer zu fungieren. Eine Reihe prominenter Geschäftspersönlichkeiten waren im Verein tätig, wie Adolf Jann (Generaldirektor der UBS), Ernst Schmidheiny (Präsident der Holderbank), Dieter Bührle (Generaldirektor und Inhaber von Oerlikon-Bührle) und Georg Sulzer (Präsident der Gebrüder Sulzer AG).

## Geschichte
Zum Zeitpunkt der Gründung hatte der Verein 47 Einzelmitglieder und 81 Gesellschaften als Mitglieder. Im Lauf der Jahre wurde die Organisation zunehmend von individuellen Mitgliedschaften dominiert. Adolf Jann war der Gründungspräsident des Vereins. 1964 wurde die Präsidentschaft an Sulzer weitergegeben. 1984 wurde Anton Ernst Schrafl Präsident; Georg Meyer (Vizepräsident der UBS) übernahm 1988 die Präsidentschaft. Im Oktober 1988 wurde Meyer vom südafrikanischen Präsidenten Pieter Willem Botha mit dem Order of Good Hope („Orden der guten Hoffnung“) ausgezeichnet.
Politisch verteidigte der Verein das Apartheid-Regime in Südafrika. In den Bulletins des Vereins wurde die weiße Vormachtstellung in Südafrika im Hinblick auf ihr „Existenzrecht“ verteidigt. Die politische Gleichheit zwischen Weißen und Schwarzen wurde (analog wie in den Vereinigten Staaten) als problematisch, wenn nicht unmöglich dargestellt. Auf der Gründung des ersten Bantustan-Staates, Transkei, lobte der Verein die Schweizer Regierung dafür, dass sie den neuen Staat anerkannte. Im Jahr 1999 fusionierte die Vereinigung mit der Schweizerisch-südafrikanischen Handelskammer (die 1996 mit Sitz in Zug gegründet worden war).